# Sine nomine
"Sine nomine" (abreviado s.n.) é uma expressão latina, que significa "sem nome". É comumente utiliza no contexto de publicação e bibliografia tais como em catálogos de bibliotecas para expressão que o editor (ou distribuidor, etc) de um determinado trabalho não é conhecido. De modo análogo, utiliza-se a expressão sine loco (s.l.), "sem local", para designar que o local de publicação do trabalho é desconhecido ou não é especificado e "sem data" (s.d.) quando é impossível determinar a data de publicação.